# Atletica leggera ai Giochi della XXVI Olimpiade - Salto triplo femminile

Video della Finale (Inesa Kravec')

Il salto triplo ha fatto parte del programma femminile di atletica leggera ai Giochi della XXVI Olimpiade. La competizione si è svolta nei giorni 29-31 luglio 1996 allo Stadio Olimpico del Centenario di Atlanta.

## Presenze ed assenze delle campionesse in carica
| Competizione         | Atleta                      | Prestazione                 | Atlanta 1996                |                             |
| -------------------- | --------------------------- | --------------------------- | --------------------------- | --------------------------- |
| Olimpiadi 1992       | Prima apparizione ai Giochi | Prima apparizione ai Giochi | Prima apparizione ai Giochi | Prima apparizione ai Giochi |
| Goodwill Games 1994  | Anna Birjukova              | 14,57 m                     | Presente                    |                             |
| Europei 1994         | Anna Birjukova              | 14,89 m                     | Presente                    |                             |
| Coppa del mondo 1994 | Anna Birjukova              | 14,46 m                     | Presente                    |                             |
| Panamericani 1995    | Laiza Carrillo              | 14,09 m                     | Non selez.                  |                             |
| Mondiali 1995        | Inesa Kravec'               | 15,50 m                     | Presente                    |                             |
|                      |                             |                             |                             |                             |
| Mondiali junior 1992 | Anja Vokuhl                 | 13,47 m                     | Non selez.                  |                             |

1. ↑  Sotto la bandiera della Russia.

## La gara
In Qualificazione il miglior salto è di Inna Lasovskaja con 14,75; in sei superano i 14,50 metri. Rimane fuori la campionessa europea Anna Birjukova, cui non bastano 14,19 metri.

Nel primo turno di finale tutte le migliori vanno fuori pedana. Alla seconda prova la Lasovskaja atterra a 14,98 e si sente già una medaglia al collo. Nel turno successivo Šárka Kašpárková la eguaglia al centimetro. Le due atlete pensano che l'oro andrà a una di loro, ma non hanno fatto i conti con Inesa Kravec'. L'ucraina indovina un salto eccezionale a 15,33 che zittisce entrambe. Il suo rimane l'unico salto oltre i 15 metri della gara.

Nella lotta per l'argento, la Lasovskaja prevale con il 14,70 al quinto salto, contro il 14,69 ottenuto dalla Kašpárková al quarto turno.

## Risultati

### Turno eliminatorio
Qualificazione14,20 m
Dodici atlete superano la misura. Non c'è bisogno di ripescaggi.

### Finale
| Pos     | Paese e Atleta          | 1° salto | 2° salto | 3° salto | 4° salto | 5° salto | 6° salto | Miglior Misura | Note            |
| ------- | ----------------------- | -------- | -------- | -------- | -------- | -------- | -------- | -------------- | --------------- |
| Oro     | Inesa Kravec'           | X        | 14,40    | 14,84    | X        | 15,33    | 14,75    | 15,33          | Record olimpico |
| Argento | Inna Lasovskaja         | X        | 14,98    | X        | 14,66    | 14,70    | 14,21    | 14,98          |                 |
| Bronzo  | Šárka Kašpárková        | X        | 14,45    | 14,98    | 14,69    | X        | 14,48    | 14,98          |                 |
| 4       | Ashia Hansen            | 13,61    | 14,49    | 13,75    | 14,35    | 14,24    | 14,30    | 14,49          |                 |
| 5       | Olga Vasdeki            | 13,94    | 14,44    | 14,39    | X        | 14,17    | 14,33    | 15,44          |                 |
| 6       | Ren Ruiping             | 14,30    | 14,11    | 13,80    | 13,70    | 13,75    | 13,91    | 14,30          |                 |
| 7       | Rodica Mateescu         | X        | 13,92    | 14,21    | 14,07    | 13,68    | X        | 14,21          |                 |
| 8       | Jeļena Blaževiča        | 13,98    | 14,12    | 13,88    |          |          |          | 14,12          |                 |
| 9       | Olena Hovorova          | X        | 14,04    | 14,09    |          |          |          | 14,09          |                 |
| 10      | Sheila Hudson-Strudwick | 14,02    | 13,91    | 13,69    |          |          |          | 14,02          |                 |
| 11      | Olena Khlusovych        | 13,81    | 13,65    |          |          |          |          | 13,81          |                 |
| Squal.  | Iva Prandzheva          |          |          |          |          |          |          | (14,92)        |                 |

Il salto vincente di Inesa Kravec' è la seconda prestazione mondiale di tutti i tempi.

Iva Prandzheva è stata squalificata per doping.